# Peltaster cycloplax
Espèce
Peltaster cycloplax est une espèce d'étoile de mer de la famille des Goniasteridae.

## Répartition
Cette espèce se rencontre aux Philippines et en Indonésie.